# ENEOSマテリアル
株式会社ENEOSマテリアル（エネオスマテリアル、英: ENEOS Materials Corporation）は日本の化学、素材メーカーである。ENEOSホールディングスの機能材、素材部門を担う。
国内初の合成ゴムメーカーであるJSRエラストマー部門を前身とし、ENEOS機能材カンパニーを吸収合併。ENEOS液晶、ENEOSテクノマテリアル、日本ブチルなどを傘下に置きENEOSグループの素材事業を担う。
ENEOS、JX金属、ENEOS Xplora、ENEOS Power、ENEOSリニューアブルエナジーと並ぶ、ENEOSホールディングスの主要事業会社。

## 概要
ENEOSグループの化学メーカーとして、素材事業、機能材事業の役割を担っており、主に低燃費タイヤ、電気自動車、スマートフォンなどの電池材料などを主力製品とし成長を見込んでいる。
自動車タイヤ、ベルト、各種工業用ゴム製品等に用いられるSSBRなどの汎用合成ゴムは国内トップクラスの生産能力を有する。国内第一号の合成ゴムの製造技術を応用し、特殊合成ゴム、EV用電池バインダーなどの電池材料、国内トップシェアを誇るペーパーコーティング用ラテックス、熱可塑性エラストマー、水添ポリマーなどを製造している。
元はJSRのエラストマー事業であり、同社全体の約4割の売上高を誇っていた。2022年にJSRから分割された後、2024年にENEOSの機能材事業と統合した。
ENEOSグループの「脱炭素社会」の実現に貢献し、グループの企業価値の最大化を図るとしている。2030年以降を「投資拡大」と事業の「開花フェーズ」ととらえている。

## 沿革
- 1957年（昭和32年）12月10日 - 合成ゴム製造事業特別措置法により日本合成ゴム株式会社設立。
- 1958年（昭和33年）4月 - 日本合成ゴム株式会社に関する臨時措置に関する法律が公布。
- 1960年（昭和35年）4月 - 四日市工場（三重県四日市市）稼動開始、合成ゴム生産開始。
- 1961年（昭和36年）3月 - 合成ゴムラテックス生産開始。
- 1964年（昭和39年）10月 - 合成樹脂生産開始。
- 1968年（昭和43年）4月 - 千葉工場（千葉県市原市）稼動開始。
- 1969年（昭和44年）4月 - 日本合成ゴム株式会社に関する臨時措置に関する法律を廃止する法律により民営化。
- 1970年（昭和45年）10月 - 株式を東証2部・大証2部に上場。
- 1997年 - 商号をジェイエスアール株式会社に変更。
- 1998年（平成10年） - 四日市工場がISO14001登録認証取得。
- 1999年（平成11年） - 千葉工場・鹿島工場がISO14001登録認証取得。
- 2013年（平成25年）2月 - エラストミックスがPT. Prospect Motorとの間で合弁会社のPT. ELASTOMIX INDONESIAを設立。
- 2021年（令和3年）
  - 5月11日 - JSRがENEOSへのエラストマー事業売却に関する契約締結を発表、当時JSRの売上の約半数を占める事業の売却の発表であった[10]。
  - 5月12日 - JSRがエラストマー事業を分割し、日本合成ゴム分割準備株式会社を設立[11]。
- 2022年（令和4年）4月1日 - エラストマー事業の会社分割とENEOSへの株式譲渡を完了。日本合成ゴム分割準備は株式会社ENEOSマテリアルに商号変更のうえ、事業を開始。
- 2023年（令和5年）7月18日 - 本社を汐留シティセンターへ移転[12]。
- 2024年（令和6年）4月1日 - ENEOS HDの体制変更に伴い、ENEOS株式会社の機能材事業を吸収合併し、HD傘下の主要事業会社となる。
  - ENEOS、JX金属、JX石油開発（現・ENEOS Xplora）と並び、同グループの素材部門としてENEOS HD傘下に並ぶ。そのほか、電力部門としてENEOS Power、再生可能エネルギー部門としてENEOSリニューアブル・エナジーがENEOS HD傘下へ体制変更[9][13][14] 。

## 事業内容・製品

### エラストマー事業
国産合成ゴム第1号製品を誕生させた。世界市場にも製品群を提供。
- 汎用合成ゴム
  - 乳化重合スチレン・ブタジエンゴム／ESBR
  - 溶液重合スチレン・ブタジエンゴム／SSBR - 国内トップクラスの供給量を有する。電気自動車（EV）向けタイヤの材料として2025年度に事業化。供給体制をアジア全体で拡大する方針
  - ポリブタジエンゴム／BR
  - ポリイソプレンゴム／IR

- 特殊合成ゴム
  - アクリロニトリルブタジエンゴム／NBR
  - ブチルゴム／IIR
  - エチレン・プロピレンゴム／EPM・EPDM

### エマルジョン事業
合成ゴムの製造技術をベースに開発。
- 電池材料
  - 電池用バインダー - スマートフォンや電気自動車の電池に多用される。需要拡大が見込まれる。

- エマルジョン
  - ペーパーコーティング用ラテックス／PCL - 国内市場でトップシェア
  - SB（スチレン・ブタジエン）ラテックス

### 熱可塑性エラストマー事業
合成ゴムと熱可塑性樹脂の間を埋める素材として注目されている材料。熱可塑性樹脂と同様の成形加工が可能である。
- 熱可塑性エラストマー
  - オレフィン系熱可塑性エラストマー／EXCELINK®
  - ポリブタジエン系熱可塑性エラストマー／RB
  - スチレン・ブタジエン熱可塑性エラストマー／TR
  - スチレン・イソプレン熱可塑性エラストマー／SIS

- 水添ポリマー
  - 水添ポリマー／DYNARON

### 高機能モノマー事業
- 特殊芳香族溶剤／SAS

- ENB
- VNB

### 高機能ポリマー事業
- ポリイソブチレン／ハイモール
- ポリイソブチレン／テトラックス®
- ポリブテン／日石ポリブテン
- 特殊粘着剤／エバータック®
- 石油樹脂（炭化水素樹脂）／T-REZ®
- 未水添芳香族石油樹脂／日石ネオポリマー®
- 未水添脂環族・芳香族 石油樹脂／日石ネオレジン
- 高耐熱熱硬化レジン

## グループ企業
- BST ENEOS Elastomer Co., Ltd.
- ENEOS MOL Synthetic Rubber Ltd.
- 日本ブチル株式会社
- ENEOS クレイトン エラストマー株式会社
- 株式会社エラストミックス
- ELASTOMIX (THAILAND) CO., LTD.
- 株式会社サン・ペトロケミカル
- ENEOSテクノマテリアル
- ANCI Inc.
- ANCI SAS
- 日本グラファイトファイバー株式会社
- ENEOS液晶株式会社
- 日本合成樹脂株式会社
- 日密科偲橡膠（佛山）有限公司
- PT.ELASTOMIX INDONESIA
- ELASTOMIX MEXICO S.A. de C.V.
- 天津国成橡膠工業有限公司
- ENEOSマテリアルトレーディング株式会社
- 株式会社護光商会
- ENEOS Materials Trading (Shanghai) Co., Ltd.
- ENEOS Materials Trading Bangkok Co., Ltd.
- ENEOS Materials Trading Mexico S.A. de C.V.
- ENEOS Materials Trading Vietnam Co., Ltd.

## 事業所
- 本社 - 東京都港区東新橋一丁目5番2号　汐留シティセンター
- 四日市工場 - 三重県四日市市川尻町100
- ENEOS機能材カンパニー - 神奈川県横浜市神奈川区
- 千葉工場 - 千葉県市原市千種海岸5
- 鹿島工場 - 茨城県神栖市東和田34-1
- ENEOS Materials Korea Co., Ltd. - 大韓民国ソウル市鐘路区世宗大路149光化門ビル15F
- ENEOS Materials Europe GmbH - Am Seestern 8, 40547 Dusseldorf, Germany
- ENEOS Materials Europe Belgium B.V. - Esperantolaan 9, 3001 Leuven, Belgium
- ENEOS Materials India Private Limited - Unit 506,Vatika City Point, MG Road, Gurgaon, Haryana-122002, India
- ENEOS Materials America, Inc. - 4015 Executive Park Drive, Suite100, Cincinnati, OH 45241, U.S.A